# Pirineos catalanes

Mapa topográfico de todos los Pirineos.

Los Pirineos catalanes (en catalán, Pirineu català) forman una unidad de relieve en Cataluña. Corresponden aproximadamente a la mitad oriental de la cordillera de los Pirineos, y dentro de esta mitad principalmente las vertientes meridional y oriental y algún pequeño segmento de la vertiente septentrional en el Valle de Arán, Solana de Andorra y Capcir.

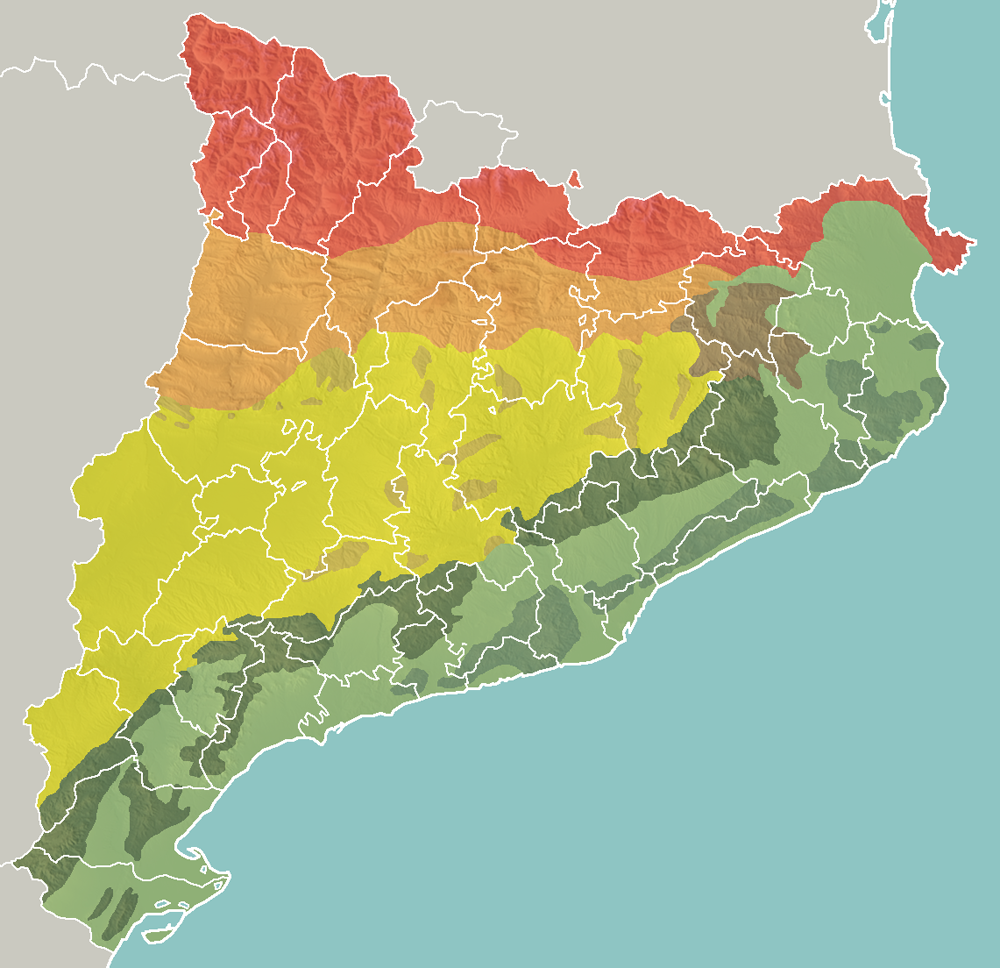
Mapa de las diversas unidades morfoestructurals de Cataluña, donde se puede apreciar los Pirineos catalanes del sur:

| Pirineos Prepirineos Depresión Central Pequeñas estribaciones de la Depresión Central | Cordillera Transversal Cordillera Prelitoral Cordillera Litoral Depresión Litoral, Prelitoral y otras llanuras costeras |

## Lagos
En los Pirineo catalanes hay más de 400 lagos. El más grande de todos es el de Certascan en el Pallars Sobirá con más de 100 metros de profundidad.

## Clima
La climatología es predominantemente de montaña, con características generales de rigor y valores extremos.
Se pueden distinguir cuatro zonas: una claramente de clima alpino y subalpino, una de clima atlántico y dos de clima mediterráneo de montaña alta y de montaña mediana y baja.
El clima alpino y subalpino se encuentra en las tierras superiores a los 1500 metros de altitud con rasgos como una pluviosidad elevada, temperatura mediana anual baja, veranos frescos e inviernos rigurosos. El clima atlántico es el característico del Valle de Arán y es un clima lluvioso, fresco y de limitada amplitud térmica por eso hay una persistente humedad y verdor en prados y bosques con bastantes hayedos.
Después hay una zona donde los veranos son cálidos y los inviernos suaves, con una gran oscilación térmica anual, es decir el clima mediterráneo de montaña o submediterraneo. Tiene una pluviosidad más reducida que en el resto de zonas, un número de días de lluvia inferior y la presencia de algunos meses secos, pero que por la altitud es más húmedo que el clima mediterráneo y caracterizado por veranos todavía bastante lluviosos. La zona de clima mediterráneo de montaña mediana y baja comprende a los valles más bajos, las cuencas del Pallars Jussá y las vertientes del Montsec, caracterizado por ser más seco que el mediterráneo de alta montaña y menos lluvioso.

## Espacios naturales protegidos

Espacios de interés natural del Alto Pirineo y Arán.
Parque Nacional de Aiguas Tortas y lago de San Mauricio
Alto Pirineo (al norte)
Cadí-Moixeró (al este)

- Parque nacional de Aiguas Tortas y Lago de San Mauricio
- Parque nacional de los Pirineos
- Parque natural del Alto Pirineo
- Parque natural del Cadí-Moixeró
- Parque natural del Cabo de Creus
- Parque natural regional de los Pirineos catalanes
- Parque natural de la Zona Volcánica de la Garrocha